# Theodor Engelmann (Journalist)

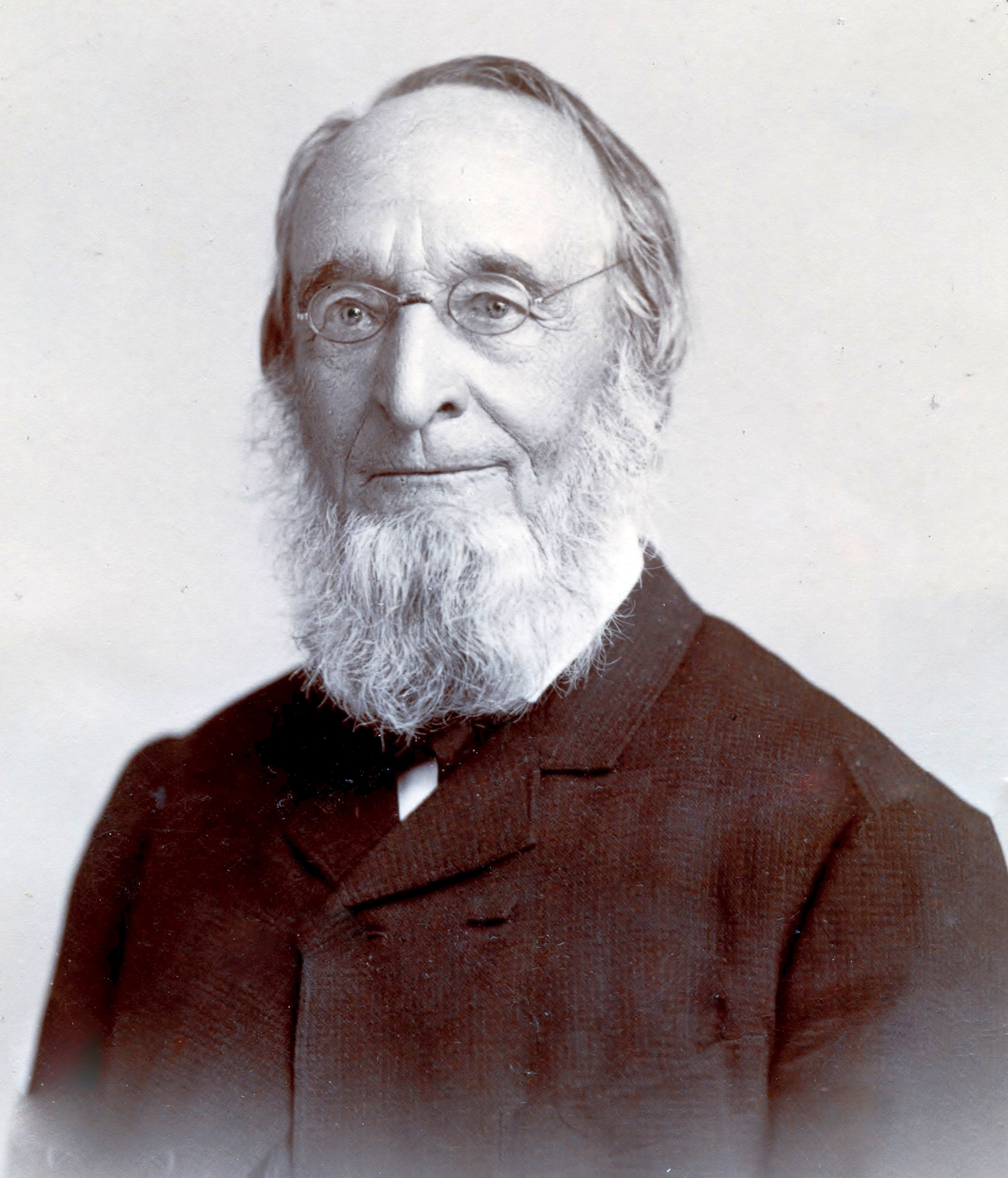
Theodor Engelmann, 1885

Theodor Erasmus Engelmann (* 16. Juli 1808 in Winnweiler; † 17. März 1889 in Belleville, St. Clair County, Illinois, USA) war ein deutschamerikanischer Rechtsanwalt, Journalist, Autor und Zeitungsverleger.

## Familie
Engelmann war der Sohn des Forstmeisters Friedrich Engelmann (1779–1854) und seiner Frau Elisabeth Kipp (1781–1861). Er heiratete 1845 in Belleville Johanna Kribben (1822–1896). Aus der Ehe gingen fünf Kinder hervor: Wilhelm (1847–1915), Bertha (1849–1896), Emilie (1851–1890), Anna Josephine (1853–1920) und Dora (als Kind gestorben).
Seine jüngere Schwester Sophia (1815–1888) heiratete 1836 den Rechtsanwalt Gustav Körner (1809–1896). Sein Vetter Georg Engelmann (1809–1884), praktischer Arzt und Botaniker, lebte im benachbarten St. Louis, Missouri. Ein weiterer Vetter war der deutsche Politiker Theodor Erasmus Engelmann.

## Leben
Nach dem Besuch des Gymnasiums in Kreuznach und Koblenz studierte Engelmann Rechtswissenschaften an den Universitäten Heidelberg, Jena und München, wo er mehreren Burschenschaften, der Alten Heidelberger Burschenschaft (1827), der Jenaischen Burschenschaft (1827), der Burschenschaft Markomannia München (1828) und der Burschenschaft Germania München (1829) angehörte. Nach seiner Beteiligung am Hambacher Fest (1832) und am Frankfurter Wachensturm musste er fliehen und wanderte, ermuntert durch Briefe seiner Verwandten in Illinois, gemeinsam mit seinem Vetter, dem Kaufmann Carl David Weber (1814–1881), in die Vereinigten Staaten aus. In Abwesenheit wurde er zu fünf Jahren Arbeitshaus oder einer Strafe von 10.000 fl. verurteilt. 1838 wurde das Verfahren eingestellt. Er ist im Schwarzen Buch der Frankfurter Bundeszentralbehörde (Eintrag Nr. 372) festgehalten.

### Emigration in die Vereinigten Staaten
Zu Engelmanns Reisegefährten gehörte auch sein späterer Schwager Gustav Körner, ein Anführer des Frankfurter Wachensturms. Im August 1833 traf er in St. Louis (Missouri) ein. Im Jahr 1835 gehörte er dort zu den Gründern der deutschen Zeitung Anzeiger des Westens. Er wechselte 1836 in den Bundesstaat Illinois und übersiedelte ins benachbarte Belleville im St. Clair County. 1836 gründete er mit einigen anderen deutschen Intellektuellen (u. a. Anton Schott und Gustav Körner) eine deutsche Bibliothek, aus der später die Belleville Public Library hervorging.
Zu ihrem Archivbestand gehörten auch deutsche Zeitungen. Entsetzt über die fehlerhafte Wahrnehmung der Deutschen von Amerika, begann er gemeinsam mit Körner (alias Charles Neyfeld) 1837 mit der Herausgabe einer mehrbändigen Publikation namens Westland. 1840 gründete er aufgrund des unerwarteten Erfolges die erste deutsche Zeitung des Bundesstaates Illinois – Der Freiheitsbote für Illinois. Das Blatt existierte allerdings nur fünf Monate. 1844 folgte die deutsche, den Demokraten sympathisierende Zeitung Belleville Beobachter, deren erste Nummer am 21. März und vorerst letzte Ausgabe am 10. April 1845 erschien.
Als Engelmann amtlich bestellter Notar (Deputy Circuit Clerk) in Belleville wurde, verkaufte er die Zeitung an seinen Chefredakteur Bartholomäus Hauck, der den Firmensitz vorübergehend nach Quincy verlegte. Nach Rückkehr nach Belleville erschien das Blatt am 11. Januar 1849 unter dem neuen Namen Belleville Zeitung mit Engelmann als Herausgeber. Die Belleville Zeitung brachte gleichermaßen Nachrichten und Berichte aus Deutschland und den USA.
Im Jahr 1851 zog sich Engelmann aus dem Zeitungsgeschäft zurück und wurde 1852 Partner in der Anwaltskanzlei des Freundes Körner. Ab 1860 widmete er sich als Farmer dem Weinanbau sowie dem Studium und der Zucht der Grapefruit. Er starb in Belleville und wurde auf dem Walnut Hill Cemetery begraben.

## Bibliografie
- Anzeiger des Westens, Zeitung, St. Louis (Missouri) ab 1835
- Westland, mehrbändige Publikation, Belleville (Illinois) ab 1837
- Der Freiheitsbote für Illinois, Zeitung, Belleville (Illinois) 1840
- Belleville Beobachter bzw. Belleville Zeitung, Belleville (Illinois) ab 1844